# Rodney Rowland
Rodney Rowland (Newport Beach, Califórnia, 20 de fevereiro de 1964) é um ator americano.